# Tynecastle Stadium
O Tynecastle Stadium é um estádio de futebol localizado em Edinburgo, capital da Escócia. O estádio recebe jogos do Heart of Midlothian pela Scottish Premier League.